# آنجلا سارافیان
آنجلا سارافیان (ارمنی: Անժելա Սարաֆյան؛ زادهٔ ۳۰ ژوئن ۱۹۸۳) یک بازیگر ارمنی-آمریکایی است.
وی از سال ۲۰۰۰ میلادی تاکنون مشغول فعالیت بوده است.

## زندگی‌نامه
سارافیان در ایروان، ارمنستان، که در آن زمان بخشی از اتحاد جماهیر شوروی بود، زاده شد. وقتی چهار ساله بود، به همراه پدر و مادرش به ایالات متحده نقل مکان کرد و در لس آنجلس ساکن شد. پدرش گریگور صرافیان بازیگر و مادرش نقاش است. او در کودکی باله خوانده و پیانو می‌نواخت. او در دبیرستان پزشکی مگنت فرانسیسکو براوو در بویل هایتس، لس آنجلس تحصیل کرده است.

## فیلم‌شناسی

### سینمایی
- عشق لطمه می‌زند (۲۰۰۹)
- روی عروسک (۲۰۱۰)
- گرگ و میش: سپیده‌دم - قسمت دوم (۲۰۱۲)
- گمشده و پیداشده در ارمنستان (۲۰۱۲)
- پارانویا (۲۰۱۳)
- مهاجر (۲۰۱۳)
- ۱۹۱۵ (۲۰۱۵)
- وعده (۲۰۱۶)
- فوق‌العاده شرور، به طرز وحشتناکی شیطانی و پست (۲۰۱۹)
- روزهای فروشگاه حیوانات خانگی (۲۰۲۳)

### تلویزیونی
- بافی قاتل خون‌آشام‌ها (۲۰۰۳)
- ۲۴ (۲۰۰۶)
- منتالیست (۲۰۰۸)
- نیکیتا (۲۰۱۱)
- ذهن‌های مجرم (۲۰۱۱)
- نظم و قانون: واحد قربانیان ویژه (۲۰۱۲)
- داستان ترسناک آمریکایی (۲۰۱۵)
- وست‌ورلد (مجموعه تلویزیونی) (۲۰۱۶) نقش اصلی

## نگارخانه

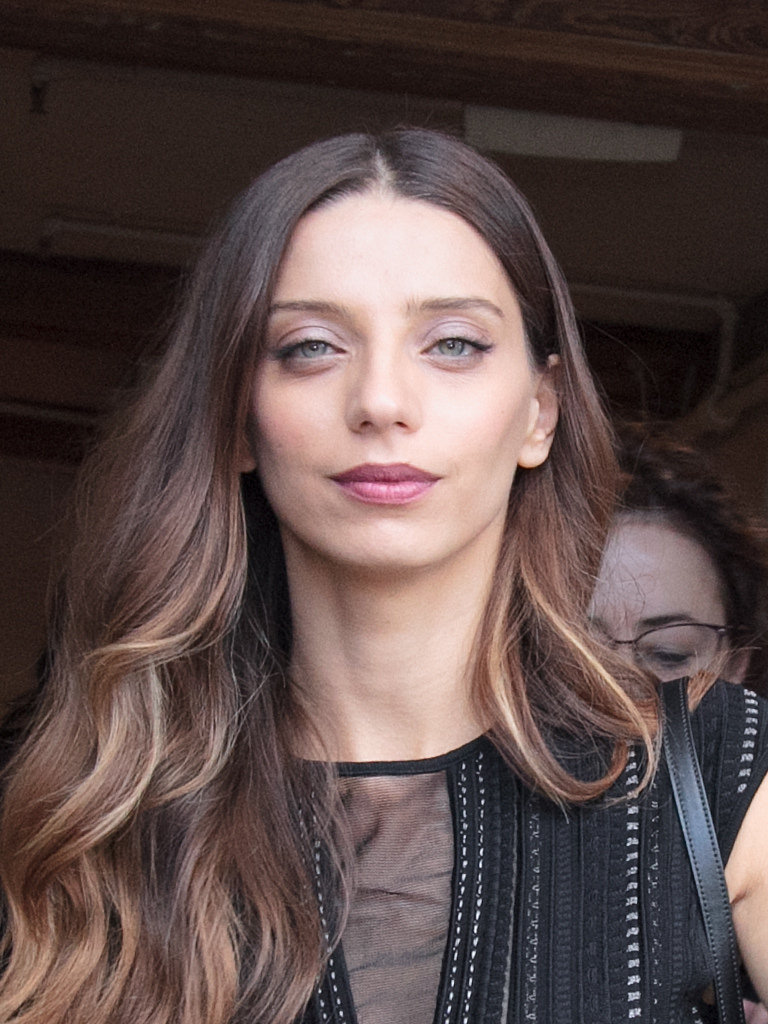
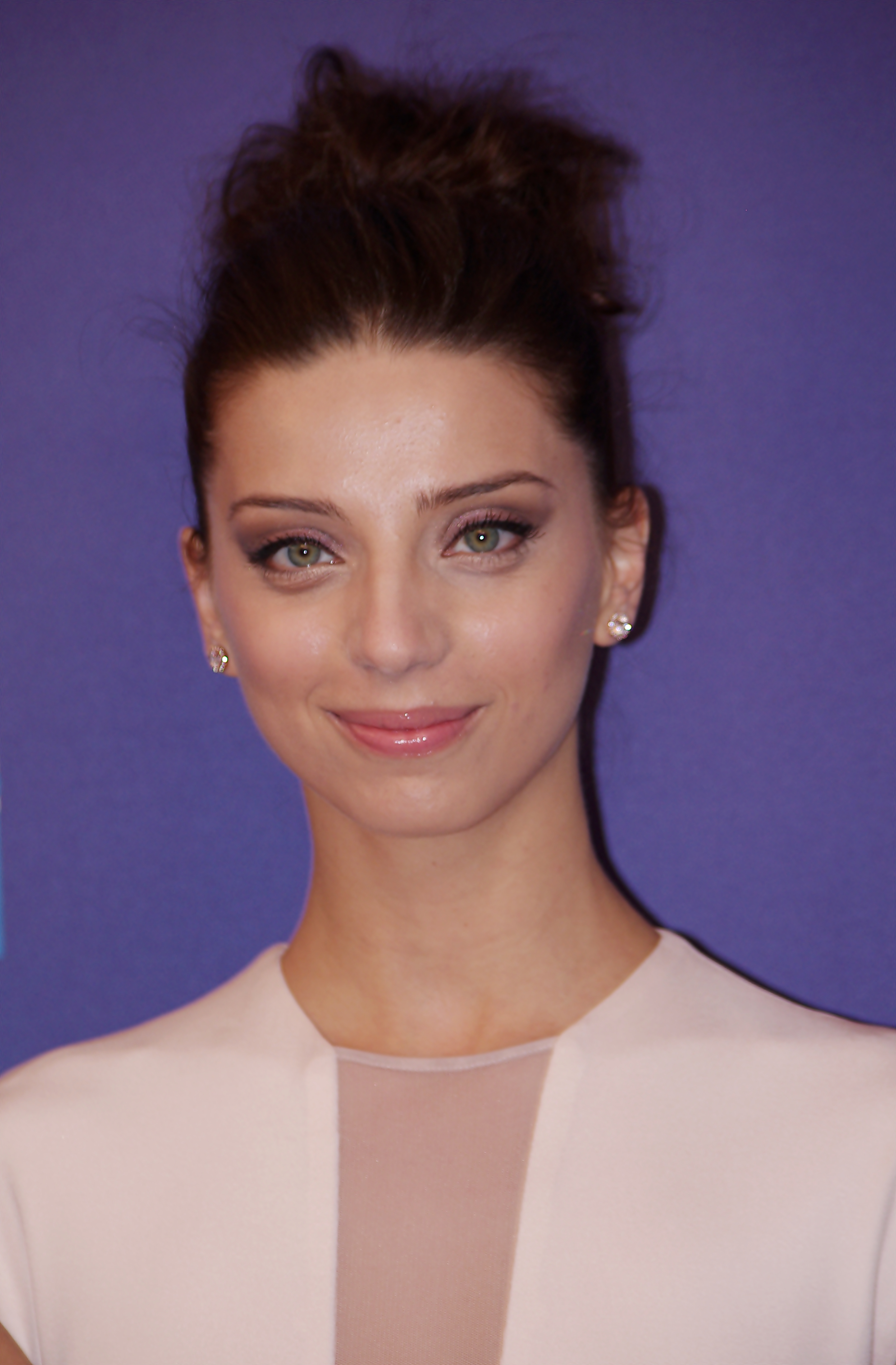
آنجلا سارافیان (۲۰۱۱)